# Euphorbia glareosa
Euphorbia glareosa är en törelväxtart som beskrevs av Pall. och Friedrich August Marschall von Bieberstein. Euphorbia glareosa ingår i släktet törlar, och familjen törelväxter. Inga underarter finns listade i Catalogue of Life.

## Bildgalleri

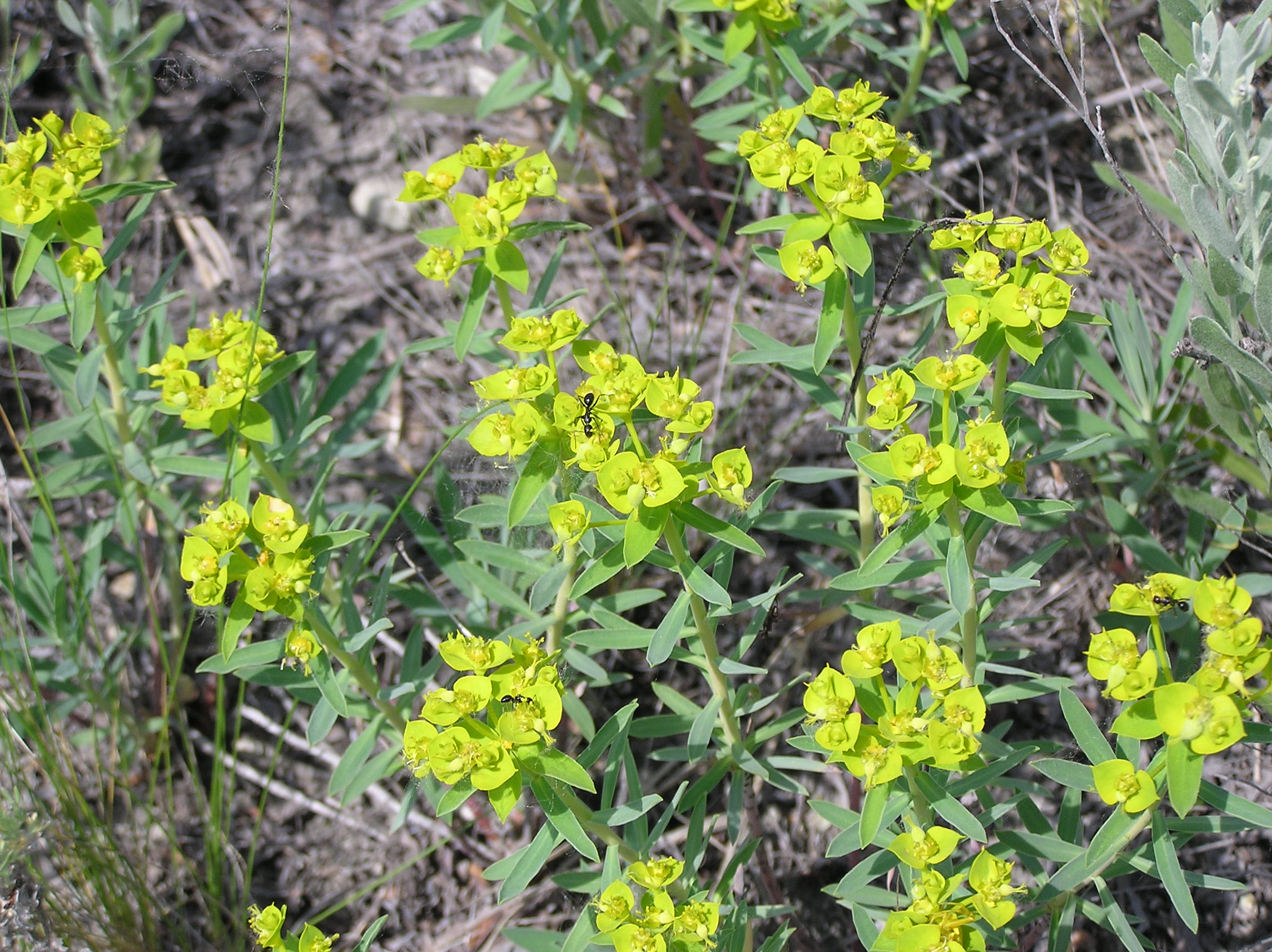
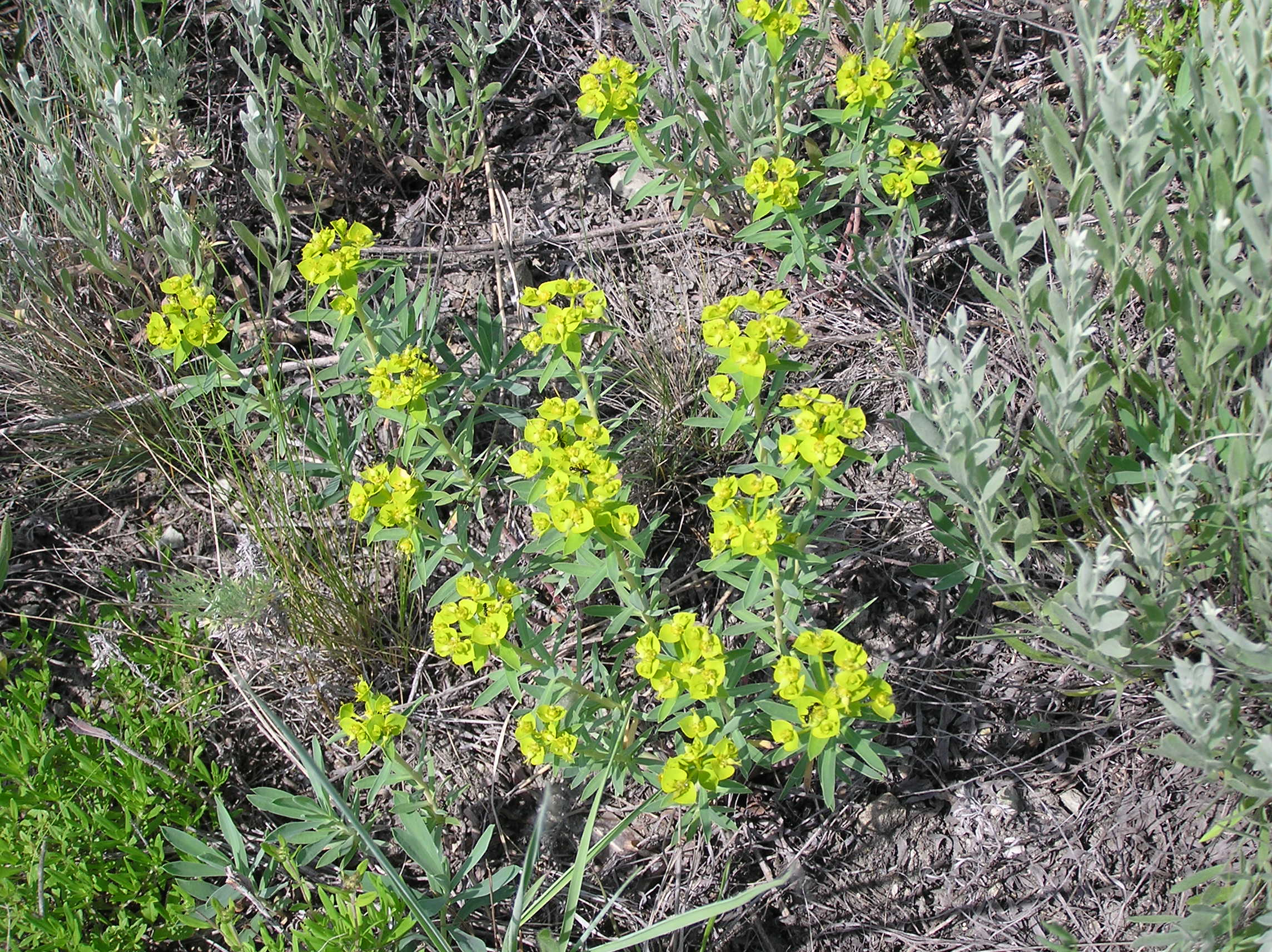
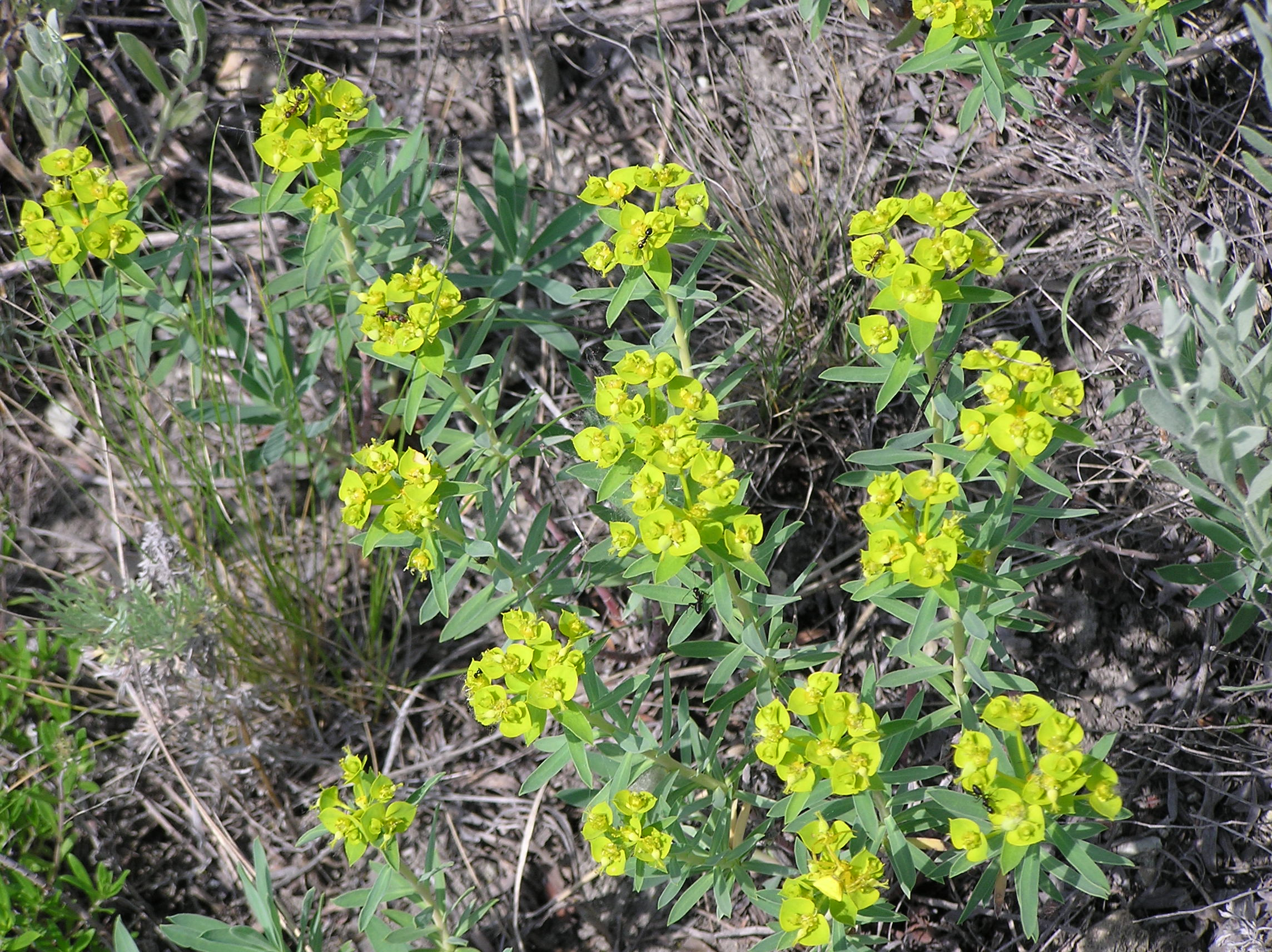